# Maison, 5 place 1830
La maison, 5 place 1830 est située à Quintin, en France.

## Localisation
La maison est située sur le territoire de la commune de Quintin, à l'angle de la place 1830 et de la rue Émile-Nau, dans le département des Côtes-d'Armor, en région Bretagne.

## Description
La maison est un édifice de plan approximativement carré. Le premier étage possède des fenêtres à meneaux verticaux en bois, et un deuxième étage de type attique également ouvert par des fenêtres à meneaux verticaux. Murs en pans de bois et lattis recouvert d'ardoises. Pignon au chaînage de granit.

## Historique
En 1691, la commune est érigée en duché. Elle conserve des édifices des XVIe et XVIIe siècles.
La maison est classée partiellement (façades et toitures avec retour rue Emile-Nau) au titre des monuments historiques par arrêté du 21 décembre 1977.

## Galerie

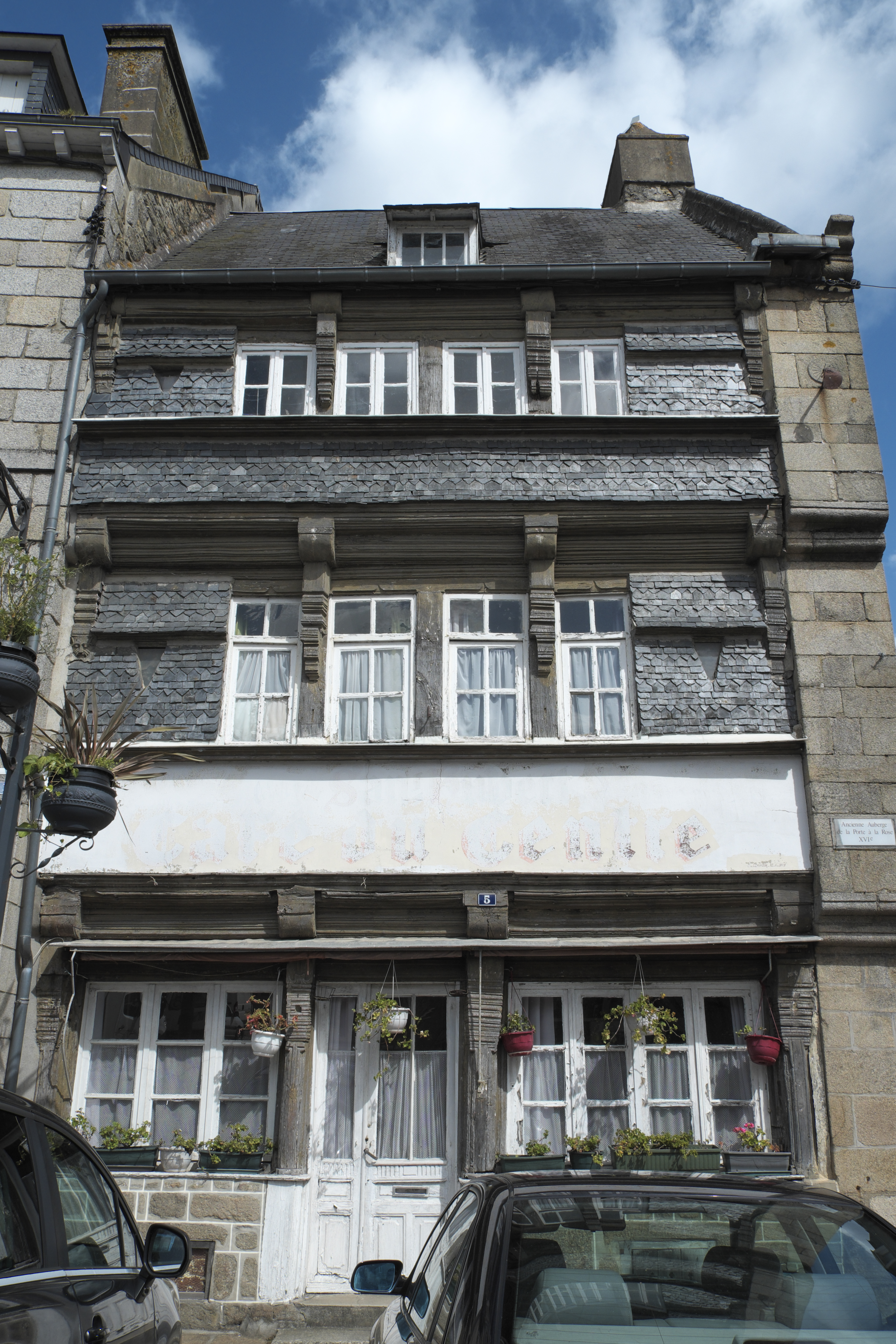
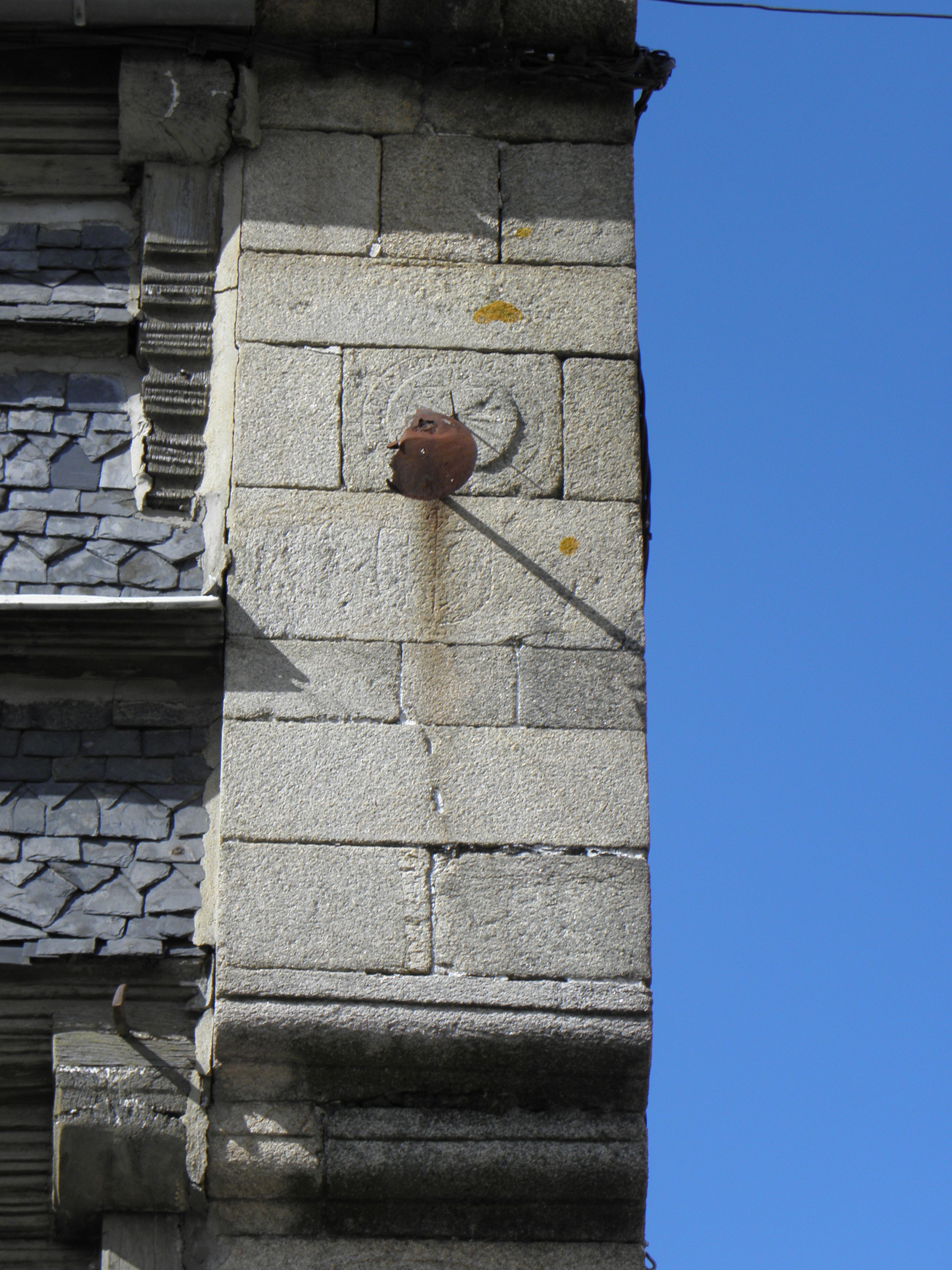